# Dhamaal
Pour plus de détails, voir Fiche technique et Distribution.
Dhamaal est un film de comédie indien en hindi de 2007 réalisé par Indra Kumar et produit par Ashok Thakeria.
Le film met en vedette Sanjay Dutt, Ritesh Deshmukh, Arshad Warsi, Aashish Chaudhary et Jaaved Jaffrey dans les rôles principaux tandis qu'Asrani, Sanjay Mishra, Murli Sharma, Vijay Raaz, Manoj Pahwa, Tiku Talsania et Prem Chopra sont présentés dans des rôles de soutien. Inspiré de Un monde fou, fou, fou, fou (1963) de Stanley Kramer, il s'agit du premier volet de la série de films Dhamaal.
En 2011, le film a donné naissance à une suite, sous le titre Double Dhamaal, avec les acteurs principaux reprenant leurs rôles. Une troisième suite de redémarrage, sous le nom de Total Dhamaal, est sortie en février 2019, avec seulement Deshmukh, Warsi et Jaffrey de retour avec un tout nouveau casting et une nouvelle histoire, n'ayant aucun lien avec ses prédécesseurs.

## Synopsis
Roy est renvoyé de son travail pour ne pas avoir surveillé un certain bâtiment. Adi utilise une mixtape pour jouer du saxophone. Après que son public l'ait découvert, ils le tabassent. Le frère autiste d'Adi, Manav, essaie de récupérer un billet de 50 roupies auprès d'un gars en atteignant son portefeuille, mais sa main est coincée dans la poche arrière du gars, tout en remettant le portefeuille après avoir récupéré l'argent et le suit jusqu'à l'une des cabines des toilettes. Le gars le découvre bientôt et tabasse Manav. Boman Contractor endommage accidentellement la vitre de la voiture de son père Nari, il est ensuite expulsé de sa maison par Nari. Tous les quatre se retrouvent ensemble dans la maison d'une femme, où ils vont faire la fête dans des boîtes de nuit. Dans la maison cependant, ils sont inutiles, car ils ne font rien autour et n'ont pas encore payé leur loyer, la femme les met à la porte pour ne pas avoir payé leur loyer et leur dit de trouver un travail décent.
Désespérés de gagner de l'argent, ils élaborent un plan. Adi dit à Manav de voler un tableau de la maison pour le vendre au fils de l'homme d'affaires décédé Dwiwedi. Cependant, Manav ramasse accidentellement un tableau vierge. Ils vendent avec humour le tableau pour 20 000 roupies à Dwiwedi. Ils récupèrent ensuite le tableau original avec l'intention de le vendre à M. Aggarwal, sans savoir qu'il a été assassiné. L'affaire est traitée par l'inspecteur Gadha Kulkarni, qui apprend qu'avant le meurtre de M. Aggrawal. Lorsque les quatre arrivent à la résidence d'Agrawal, il les arrête immédiatement.
En conduisant sur l'autoroute, Kulkarni libère les quatre hommes après avoir été informé qu'ils sont innocents. Les quatre sont fous de joie jusqu'à ce qu'ils assistent soudainement à un accident de voiture et rencontrent le conducteur mourant, Don Bose. Il leur dit qu'il a caché un trésor dans le jardin de Saint-Sébastien à Goa sous un grand « W ». Il leur dit de diviser l'argent équitablement entre eux, puis meurt. Ils rencontrent l'inspecteur Kabir Nayak qui tente d'arrêter Bose depuis dix ans. Il essaie d'extraire des informations des quatre, mais en vain, et ils s'échappent de là et décident de se rendre à Goa. Désespéré par sa promotion, Kabir est déterminé à capturer les quatre. Les quatre volent la voiture de Boman qui appartient toujours à Nari. Les amis parviennent à voler la voiture, mais pas avant d'avoir frappé Nari à la tête et de l'avoir rendu inconscient. Roy perd le contrôle de la voiture dans une forêt et la heurte contre un arbre, brisant les deux phares. Ils décident de passer la nuit dans la voiture. Le lendemain, Kabir est transféré à Yavatmal pour n'avoir pas réussi à capturer Bose. Furieux, il se dirige vers sa table où Nari l'attend pour porter plainte contre son fils pour avoir volé sa voiture, et donne à Kabir les photos de Boman et de sa voiture. Pendant ce temps, tous les quatre tombent sur un pont cassé qui est le seul moyen de traverser la forêt. Ils décident de sauter sur la voiture, mais Boman est réticent à le faire. Ils y parviennent, mais elle s'écrase et explose.
Kabir traque les quatre après avoir découvert la voiture détruite. Il est capable d'apprendre l'emplacement du trésor en raison de la bêtise de Manav. Il les attache tous les quatre à un arbre et part. Cependant, ils parviennent à s'échapper et il est révélé que Roy avait en fait coupé les fils du moteur de la voiture de Kabir pour s'assurer qu'il n'est pas allé trop loin. Ils atteignent un dhaba et prétendent être des détectives. Ils font croire aux villageois et au propriétaire du dhaba que Kabir est Pasha, un chef de gang dangereux et les incitent à le capturer pour une récompense de 15 lakhs de roupies. Kabir bat les villageois et lui et les quatre parviennent à un accord - 60% appartiendraient aux quatre et 40% à Kabir. Mais Adi insiste pour avoir son argent et celui de Manav dans des parts séparées alors qu'ils prévoyaient de payer Boman en une seule part pour avoir endommagé sa voiture. Par conséquent, une bagarre s'ensuit et il est décidé que celui qui atteindra le trésor en premier prendra tout l'argent.
Tous les quatre se séparent et tentent d'atteindre Goa le plus vite possible. Roy rencontre un dacoit Babu Bhai et accepte de partager l'argent entre eux à condition qu'ils atteignent Goa le plus vite possible. Boman rencontre également son père. Bien que Nari veuille initialement tuer son fils, il change d'avis après avoir appris l'existence des dix crores. Nari et Boman trouvent un pilote privé, mais des conditions hilarantes poussent le duo à voler dans le désespoir le plus total lorsque le pilote abandonne le volant et s'effondre dans l'alcoolisme tandis que le prestataire de services à la clientèle de la compagnie aérienne, D. K. Malik, les pousse à la folie, sans parvenir à se sauver, mais ils parviennent à atteindre Goa. Adi et Manav voyagent ensemble. Ils ne parviennent toujours pas à trouver un moyen de transport pour les emmener à Goa jusqu'à ce qu'ils tombent sur Iyer, qui les irrite tout au long du voyage en étendant continuellement son nom patronymique tout en se présentant. Kabir échappe presque à la mort avec un écolier qu'il a sauvé alors qu'il est suspendu à une falaise et est poussé à s'occuper d'écoliers qui étaient censés lui rendre visite et se produire lors d'un événement caritatif.
Finalement, alors qu'ils atteignent ensemble le jardin, ils conviennent mutuellement de trouver le trésor ensemble avant de le partager. Ils localisent quatre palmiers qui forment la forme d'un « W », mais Kabir arrive là-bas et leur dit de partager l'argent entre eux, ce à quoi tous sont d'accord. Ils creusent là-bas et parviennent à trouver l'argent. Mais une nouvelle bagarre s'ensuit à propos du paiement des dommages de la voiture. Tous sont enragés lorsqu'Adi et Manav décident de payer l'argent en tant qu'une seule unité, mais sont des unités séparées tout en prenant l'argent. Le combat continue pendant lequel Kabir prend tout l'argent et s'enfuit. Il essaie de s'échapper dans une montgolfière sur une plage mais la trouve attachée à un poteau. Il plonge pour tenter de couper la corde mais est battu par les autres qui le poursuivent. Le ballon s'envole au large et tout le monde est découragé. Les conditions changent lorsque le vent change de direction et que le ballon souffle à nouveau sur la terre ferme. La nuit tombe et ils suivent le ballon dans une camionnette de remorquage. Le ballon heurte un poteau et le sac tombe. Ils essayent tous de récolter le plus d'argent possible quand soudain des projecteurs se braquent sur eux et une foule les acclame bruyamment. Réalisant qu'ils sont sur une scène et qu'il s'agit d'un événement de charité auquel assisteront les enfants qui ont participé à la représentation avec Kabir, ils apprennent la condition pathétique des enfants orphelins qui devaient être honorés par la charité et décident de faire don de l'argent aux orphelins. À la fin, l'invité d'honneur de l'événement - le commissaire M. I. Chaturvedi, qui est le patron de Kabir, les félicite tous, tout en disant à Kabir qu'il recevra sa promotion et qu'il n'y a pas de meilleure utilisation de cet argent que de le donner à une cause caritative.

## Fiche technique
- Titre original : Dhamaal
- Titre original en hindi : धमाल
- Langues : Hindi
- Réalisateur : Indra Kumar
- Pays : Inde
- Genre : Comédie
- Durée : 137 minutes
- Dates de sortie :
  - Inde : 7 septembre 2007
  - France : 23 décembre 2007

## Distribution
- Sanjay Dutt : l'inspecteur Kabir Naik : un flic pragmatique
- Riteish Deshmukh : Deshbandhu Roy : le meilleur ami de Boman, Manav et Adi
- Arshad Warsi : Aditya "Adi" Shrivastav : le frère de Manav, le meilleur ami de Roy et Boman
- Aashish Chaudhary : Boman Contractor, le fils excentrique de Nari
- Jaaved Jaffrey : Manav Shrivastav : le frère d'Adi et le meilleur ami de Boman et Roy
- Prem Chopra : Bose
- Asrani : Nari Contractor, le père excentrique de Boman
- Tiku Talsania : Commissaire M. I. Chaturvedi
- Vijay Raaz : Dev Kumar "D. K." Malik
- Suhasini Mulay : propriétaire
- Sanjay Mishra : Dacoït Babu Bhai, l'ami de Roy
- Murali Sharma : l'inspecteur Kulkarni
- Muhammad Zaki en tant que vieil homme qui pleure
- Vinay Apte : Prabhakarana Sripalawardhana Atapattu Jayasuriya Laxmana Shivramakrishna Shivavenkata Rajashekhara Srinivasana Tiruchirappalli Yekyaparampeel Parambatur Chinnaswami Mutthuswami Venugopal Iyer
- Vijay Patkar : Contrôleur de la circulation aérienne
- Rana Jung Bahadur : Kailash, le propriétaire d'un Dhaba
- Surendra Rajan : homme de l'orphelinat
- Ninad Kamat : Hôte de fonction
- Ankita M. Sharma : Shabnam "Shabbo", la femme qui va à l'hôpital psychiatrique
- Liam Mara
- Tariq Zaheer
- Manoj Pahwa : pilote Amyjot Randhawa
- Kiku Sharda : gendarme
- D. Santosh : flic de rencontre
- Sahil Chauhan : Kid Himesh Reshammiya
- Kurush Deboo : Amit Dwivedi, le fils de Dwivedi (victime de l'arnaque à la peinture frauduleuse)
- Sanjay Swaraj dans le rôle de Samir Agarwal (apparition spéciale)
- Karmveer Choudhary : Kailash Da Dhaba
- Vaibhav Mathur : l'homme de Dacoit
- Vishwajeet Soni : chauffeur de voiture bengali
- Jayesh Thakkar : chauffeur de taxi

## Réponse critique
Taran Adarsh d'IndiaFM a donné au film 3 sur 5, écrivant "Dans l'ensemble, DHAMAAL est une balade qui devrait faire sourire ses investisseurs !" Rajeev Masand a donné au film 3 sur 5, écrivant "Un peu plus de deux heures de long, à peine du temps perdu sur des chansons inutiles, et étonnamment, l'absence totale de toute piste romantique - il y a tellement de choses à aimer dans Dhamaal. Ensuite, c'est trois sur cinq et un coup de pouce pour la comédie impeccable Dhamaal du réalisateur Indra Kumar. Parfois, un bon rire est tout ce dont vous avez besoin pour passer une bonne journée. Ne manquez pas celui-ci, un bon rire est garanti." Syed Firdaus Ashraf de Rediff.com a donné au film 3 sur 5, écrivant "Des acteurs comme Vijay Raaz (dans le rôle du contrôleur aérien qui essaie de donner des instructions à un avion qui a perdu son pilote, Manoj Pahwa, à cause d'une beuverie excessive), et Sanjay Mishra (un dacoit) amène le film à un autre niveau. Cependant, le film aurait pu être plus serré. Le monteur Sanjay Sankla aurait dû être meilleur avec les ciseaux. De plus, l'histoire n'est pas trop profonde. On n'explique jamais comment les quatre bons à rien deviennent amis en premier lieu. Malgré les défauts mineurs, Dhamaal est similaire au genre de comédies de David Dhawan : entièrement dhamaal ! »,
Khalid Mohamed de Hindustan Times a donné une critique plus mitigée, écrivant : « En résumé, Dhamaal n'est pas exactement ce que le titre promet. Mais il a ses moments de fou rire... ce n'est pas mal du tout. Allez-y et essayez. »